# Обнажение нижнего карбона
Обнажение нижнего карбона — геологический памятник природы местного значения. Находится в Старобешевском районе Донецкой области возле Комсомольского по левому берегу реки Кальмиус в балке Сбросовая. Статус памятника природы присвоен решением облисполкома № 622 25 декабря 1975 года. Площадь — 2 га. На участке памятника природы выходят на поверхность фрагменты нижней свиты нижнего карбона с переходом к средней свите среднего карбона с характерным для этого геологического периода комплексом фауны